# Groupe de NGC 3366
Le groupe de NGC 3366 est un trio de galaxies situé dans la constellation des Voiles. La distance moyenne entre ce groupe et la Voie lactée est d'environ 47,2 Mpc (∼154 millions d'al). 

## Membres
Le tableau ci-dessous liste les trois galaxies du groupe indiquées dans l'article de A.M. Garcia paru en 1993.
| Nom      | Class.         | Type           | α (J2000.0)   | δ (J2000.0)  | Vitesse radiale (km/s) | m    | Distance (Mpc) | Diamètre (kal) |
| -------- | -------------- | -------------- | ------------- | ------------ | ---------------------- | ---- | -------------- | -------------- |
| NGC 3262 | SAB0^+(rs) pec | Lenticulaire   | 10h 29m 06.2s | -44° 09′ 35″ | 2834 ± 87              | 13,2 | 46,1 ± 3,5     | 61             |
| NGC 3263 | SB(rs)cd?      | Spirale barrée | 10h 29m 13.3s | -44° 07′ 23″ | 3002 ± 5               | 11,9 | 48,6 ± 3,4     | 423            |
| NGC 3366 | (R')SB(r)b?    | Spirale barrée | 10h 35m 08.3s | -43° 41′ 31″ | 2891 ± 7               | 11,3 | 47,0 ± 3,3     | 138            |

Le site DeepskyLog permet de trouver aisément les constellations des galaxies mentionnées dans ce tableau ou si elles ne s'y trouvent pas, l'outil du site constellation permet de le faire à l'aide des coordonnées de la galaxie. Sauf indication contraire, les données proviennent du site NASA/IPAC.